# Fred Allen
Fred Allen, bivši zapovjednik tima 'kuće smrti' u Huntsvilleu u Teksasu. U intervjuu koji je 2011. godine dao Werneru Herzogu vodio je preko 120 smaknuća, nakon čega poslije pvog smaknuća žene, točnije Karle Faye (1998) doživljava emotivni slom, i mijenja svoj stav o smrtnoj kazni, za koju je kako kaže bio sve do svoga sloma. 
2000. godine daje ostavku po cijenu mirovine